# Antonio Buzzolla

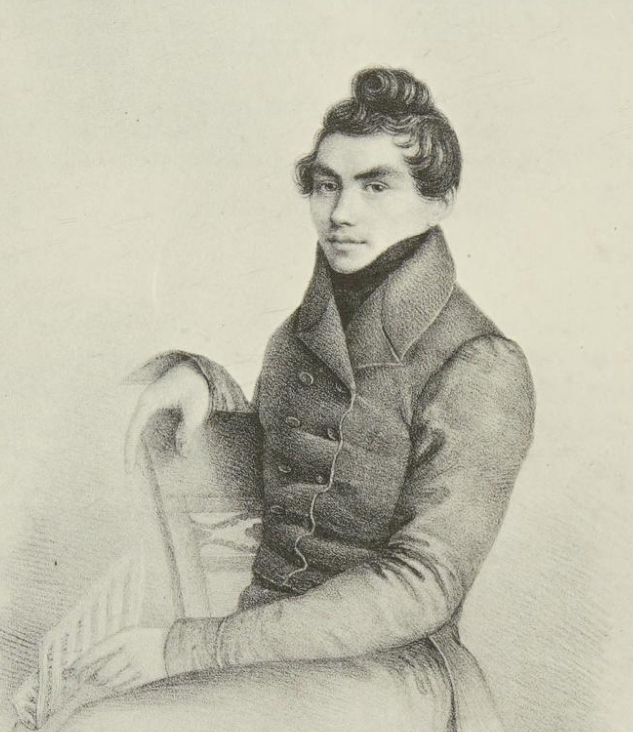
Antonio Buzzolla (um 1840)

Antonio Buzzolla (* 2. März 1815 in Adria; † 20. März 1871 in Venedig) war ein italienischer Komponist.
Buzzolla war von 1843 bis 44 als Kapellmeister an der Italienischen Oper in Berlin tätig und ging später nach Italien zurück und wurde Kapellmeister an der St. Marcuskirche (San Marco) in Venedig. Von ihm stammen mehrere Opern und Operetten, darunter „Amleto“, „Feramondo“ und „Il matino“. Ebenfalls gehört er zum Kreis der Komponisten, die auf Anregung Verdis die „Messa per Rossini“ komponierten. Von Buzzolla stammen die ersten beiden Stücke der Messe, „Requiem“ und „Kyrie“.